# Belgacem Filah
Belgacem Filah, né le 22 mai 1981, est un handballeur algérien.

## Palmarès

### En clubs
- Vainqueur de la Coupe de France en 2006-2007
  - Finaliste en 2008
- Finaliste de la Coupe de la Ligue en 2006
- Vainqueur du Championnat de France de D2 en 2010
- Troisième du Championnat de France de D1 en 2006
- Quarts-de-finale de la Coupe de l'EHF 2006-2007 [2]

### avec l'Équipe d'Algérie
Championnats du monde
- 18e au championnat du monde 2003 ( Portugal)
- 17e au championnat du monde 2005 ( Tunisie)
- 24e au championnat du monde 2015 ( Qatar)

Championnats d'Afrique
- Médaille d'argent au championnat d'Afrique 2002 ( Maroc)
- Demi-finaliste au championnat d'Afrique 2004 ( Égypte)
- Tour principal au championnat d'Afrique 2006 ( Tunisie)
- Médaille de bronze au championnat d'Afrique 2008 ( Angola)
- Médaille d'argent au championnat d'Afrique 2012 ( Maroc)

Autres
- Médaille d'or  aux  Jeux de la solidarité islamique 2005

- Médaille d'argent aux Jeux africains de 2003
- 3e place au Tournoi de Paris Bercy 2003

## Distinctions personnelles
- Élu meilleur arrière gauche du Championnat d'Afrique 2004[3]

## Statistiques en championnat de France
| Saison | Ligue       | Equipe  | MJ | Tirs R | Tirs T | %    | 7m R | 7m T | %    | Int | P.Déc. | BP | Avert. | 2min | Buts | Eval |
| ------ | ----------- | ------- | -- | ------ | ------ | ---- | ---- | ---- | ---- | --- | ------ | -- | ------ | ---- | ---- | ---- |
| 17-18  | N1M Poule 4 | Valence | 14 | 7      | 9      | 77,8 | 0    | 0    | 0    | 0   | 0      | 0  | 7      | 10   | 7    | -1   |
| 16-17  | ProLigue    | Valence | 23 | 17     | 40     | 42,5 | 0    | 0    | 0    | 2   | 0      | 4  | 17     | 17   | 17   | -20  |
| 11-12  | LMSL        | Paris   | 24 | 12     | 35     | 34,3 | 0    | 1    | 0    | 0   | 0      | 7  | 5      | 14   | 12   | -32  |
| 10-11  | LMSL        | Paris   | 9  | 30     | 77     | 39   | 7    | 8    | 87,5 | 9   | 4      | 22 | 6      | 8    | 37   | 27   |
| 09-10  | ProLigue    | Paris   | 26 | 73     | 164    | 44,5 | 12   | 16   | 75   | 9   | 8      | 32 | 4      | 26   | 85   | 70   |
| 08-09  | LMSL        | Paris   | 16 | 38     | 90     | 42,2 | 2    | 6    | 33,3 | 5   | 2      | 18 | 10     | 5    | 40   | 27   |
| 07-08  | LMSL        | Paris   | 18 | 46     | 101    | 45,5 | 0    | 0    | 0    | 4   | 0      | 19 | 1      | 4    | 46   | 45   |
| 06-07  | LMSL        | Paris   | 6  | 25     | 47     | 53,2 | 1    | 3    | 33,3 | 3   | 0      | 5  | 0      | 1    | 26   | 45   |
| 05-06  | LMSL        | Paris   | 26 | 62     | 119    | 52,1 | 16   | 26   | 61,5 | 3   | 2      | 28 | 0      | 2    | 78   | 98   |